# Mindana
Mindana is een geslacht van kevers uit de familie bladkevers (Chrysomelidae).
De wetenschappelijke naam van het geslacht werd in 1889 gepubliceerd door Allard.

## Soorten
- Mindana apicalis Allard, 1889
- Mindana cyanipennis Allard, 1889
- Mindana dimidiata Allard, 1889
- Mindana femoralis Allard, 1889
- Mindana nigripes Allard, 1889
- Mindana ruficollis Allard, 1889
- Mindana substriata Medvedev, 1995
- Mindana vittata Allard, 1889